# پالوما کریک ساوت، تگزاس
پالوما کریک ساوت (به انگلیسی: Paloma Creek South) یک منطقهٔ مسکونی در ایالات متحده آمریکا است که در شهرستان دنتون، تگزاس واقع شده‌است. پالوما کریک ساوت ۲٫۳ کیلومتر مربع مساحت و ۲٬۷۵۳ نفر جمعیت دارد.